# ینی‌کند (گران‌بوی)
ینی‌کند (ترکی آذربایجانی: Yenikənd) یک منطقهٔ مسکونی در جمهوری آرتساخ است که در استان شاهومیان واقع شده‌است.